# Funiculaire de Fribourg
Le funiculaire de Fribourg est un funiculaire circulant entre la basse-ville (Neuveville) et les quartiers hauts (St-Pierre) de Fribourg en Suisse à Fribourg.

## Histoire
Le funiculaire a été mis en service le 4 février 1899. Sa construction est due en grande partie à l'initiative de Paul-Alcide Blancpain, dirigeant de la brasserie Cardinal depuis 1877. Créé pour relier la Ville haute à la Neuveville, quartier ouvrier caractérisé par des bâtiments industriels et commerciaux, le funiculaire revêt une haute signification historique et socioculturelle.

## Construction
Le brasseur Paul-Alcide Blancpain (1839-1899), l’ingénieur Ernst Strub (1858-1909) et Monsieur E. Lommel, ont fait la demande de concession en 1893. L’année suivante, la concession fut accordée, mais le chantier ne put commencer qu’en 1898. C'est l'entreprise Von Roll qui s'est chargée de la construction et de l'installation des deux voitures à deux essieux, qui pèsent chacune 8,2 tonnes, dans le ravin du Grabou, parallèle au grand escalier qui court le long de l’enceinte de la cité. L’ingénieur Rodolphe de Weck fut le responsable du chantier, tandis que le bureau d’ingénieurs Eugène de Vallière & fils fut responsable pour le réservoir d’eau. Au milieu du tracé à voie unique avec crémaillère (utilisé seul pour le freinage), le croisement système Abt se trouve sur le pont métallique qui a été construit par la maison Theodor Bell & Cie., Kriens. Les stations d'origine furent érigées selon les plans de Léon Hertling, puis modifiées en 1958 par l'architecte Albert Cuony.

## Fonctionnement
L'énergie nécessaire aux mouvements des cabines est obtenue par les eaux usées de la ville,. En effet, c'est un funiculaire à contrepoids d'eau. Les cabines disposent d'un réservoir qu'elles remplissent en se connectant au réseau des eaux usées, à partir d'une cuve de 150'000 litres située sous la Place Georges-Python. Le supplément de poids dû à cette quantité d'eau fait descendre la cabine et remonter l'autre. Les eaux usées sont ensuite libérées dans le réseau de la basse-ville.

## Révisions
En 1996, le funiculaire fut mis hors service pendant deux ans, en raison de la rupture d’un axe. Un siècle plus tard, c'est à nouveau la maison Von Roll, toujours en activité, qui fut chargée d'effectuer la révision complète de l'installation et ceci pendant 9 000 heures de travail. Dans le même temps, les deux cabines en bois qui étaient de couleur rouge depuis un certain temps, furent restaurées par la maison Gangloff pour retrouver leur couleur verte d’origine.
Du 6 janvier au 11 avril 2014, dans le cadre de la législation fédérale sur les transports à câbles, le funiculaire est mis hors service pour une révision de son installation et le démontage complet des deux véhicules. Cette grande révision a coûté 400 000 francs suisses, dont 220 000 pour les deux véhicules et le reste pour l'infrastructure,.

## Utilisation
De 1901 à 1965, la gestion de l’installation est assurée par la Brasserie Cardinal, avant d’être reprise par la municipalité, puis transférée en 1970 aux Transports publics fribourgeois. Bénéficiaire jusqu’en 1968, le funiculaire s'est vu concurrencé par une ligne de bus reliant la Basse-ville à la Haute-ville, bien qu'il reste le moyen le plus rapide pour cette liaison. Le record de fréquentation durant une année, date de 1964, avec 630 115 utilisateurs, contre trois à quatre fois moins de nos jours[Quand ?]. Il y a environ 70 allers-retours quotidiens et le funiculaire est ouvert de 7 h à 19 h de septembre à mai, de 7 h à 20 h de juin à août et de 9 h 30 à 19 h le dimanche et lors des fêtes générales et locales. Les Bains de la Motta, ouverts depuis 1923, contribuent, en été, à augmenter la fréquentation du funiculaire.

## Classement
Il est classé monument historique et fait partie des 18 funiculaires en service de Suisse Romande.